# Иберийски рис
Иберийският рис (Lynx pardinus), известен още като испански рис, е критично застрашен от изчезване хищник от семейство Коткови (Felidae), който се среща само в областта Андалусия. По-рано смятан за подвид Рис, иберийският се отличава от евроазиатския рис (Lynx lynx) с по-малки размери и предпочитание към откритите пространства. Иберийският рис е с дължина на тялото от 75 до 100 cm., височина от 45 до 70 см. и тегло около 14 – 18 (27) кг. Храни се предимно със зайци, птици, мишевидни гризачи и риби. Останали са само около 100 представители на вида, само 25 от които са женски в репродуктивна възраст.

## Физически характеристики
Иберийският рис прилича на всички други видове рисове. Той е с къса опашка, пискюли на ушите и къдрички от козина под брадичката. За разлика от обикновения евразийски рис е по-тъмен с петна подобни на леопардовите. Козината е забележимо по-къса от тази на останалите три вида, които са адаптирани към студена среда. Индивидите от западните части на ареала са без петна. В наши дни обаче те вече са изчезнали.
Дължината на тялото е 85 – 110 см, опашката е къса и е с дължина едва 12 – 30 см. Височината при холката е 60 – 70 см. Мъжкият е по-едър от женските като средното тегло на мъжките е 12,9 кг (максимално до 27 кг), а при женските 9,4 кг. Теглото на женските е около половината от това при евразийския рис.
Подобно на всички други котки и Иберийския рис има четири групи мустаци: две групи по ушите и две по брадичката. Те служат за сетивен орган при осигуряването на плячка. Кичурите на ушите му помагат да открива източникът на звука. Без тях слухът им се намалява значително. Краката са покрити с дълги гъсти косми, което улеснява безшумното движение при сняг.

## Разпространение, динамика и численост на популацията
До края на XIX век иберийските рисове са населявали равномерно целия Иберийски полуостров. Днес разпространението му е ограничено до едва две местообитания в две области на южноиспанската провинция Андалусия. Предпочита хетерогенна среда с отворени пасища смесена с гъсти храсталаци от различни видове храсти като кумарка, мастиков храст и хвойна и дърветата каменен и корков дъб. До голяма степен дивите представители на свобода са ограничени в планинските райони с изключение на няколко групи обитаващи характерните за средиземноморието шубраци известни като макия.

## Поведение

### Размножаване
Периодът на разгонване и образуване на брачни двойки е през януари-юли с връх януари-февруари. Бременността продължава около 2 месеца като обикновено се раждат по 2 – 3 малки през месеците март-април. При нормални условия от котилото оцеляват по 1 – 2 малки, които остават зависими от майката 7 – 10 месеца, а до около 20 месечна възраст продължават да обитават територията където са родени. Половата зрялост при женските настъпва рано и те са в състояние да се размножават още на първата си година. Възпроизводството при иберийския рис зависи от демографски и екологични фактори. В национален парк Доняна например където гъстота на популацията е висока възрастта на първото възпроизводство зависи от това, кога една женска придобива собствена територия. Това може да се случи дори и на петата година или в случаи, когато господстващата женска умре.

## Опазване
Испанският рис е вписан в Червения списък на световнозатрашените видове на IUCN като критично застрашен